# Niszczewice
Niszczewice – wieś w Polsce położona w województwie kujawsko-pomorskim, w powiecie inowrocławskim, w gminie Złotniki Kujawskie.

## Historia

### Przedrozbiorami
W XVI w. była to wieś królewska, należąca do parafii Liszkowo. Było to starostwo niegrodowe w powiecie bydgoskim i województwie inowrocławskim, zarządzane kolejno przez starostów inowrocławskich. W 1583 r. liczyła 19 łanów kmiecych, 6 zagrodników, 8 osadników i 1 rzemieślnika. W 1610 r. król Zygmunt III Waza nadał wieś Stanisławowi Czarnkowskiemu.

### W okresie zaborów
Niszczewice wraz z całymi Kujawami po pierwszym rozbiorze Polski znalazły się w zaborze Pruskim. W tych czasach majątek ziemski, tzw. „królewszczyzna” był ekonomią, będącą początkowo pod zarządem generalnego naddzierżawcy. Pierwszym z nich był Jakub von Borcke pochodzący z Jaksic. Około roku 1885 wieś liczyła 43 domy i 485 mieszkańców, w tym 407 katolików i 68 ewangelików; 124 analfabetów.

### Wdwudziestoleciu międzywojennym
Po wyzwoleniu Polski w 1920 r. majątek został przejęty przez Skarb Państwa, a jego dzierżawcą był Bronisław Grzybowski. W 1926 r. ogólny areał liczył 820 ha. W 1934 r. wieś została włączona w skład gminy Złotniki Kujawskie. 

## Nazwa
W przeszłości wieś ta znana była jako Misczewice, Nieszewice, Miszczewice, lub z niem. Nischwitz.

## Podział administracyjny
W latach 1975–1998 wieś administracyjnie należała do województwa bydgoskiego, następnie po reformie administracyjnej w Polsce w roku 1999 należy do województwa kujawsko-pomorskiego. Należy do parafii Liszkowo. Jest siedzibą sołectwa Niszczewice.

## Demografia
Według Narodowego Spisu Powszechnego Ludności i Mieszkań z 2021 roku liczba ludności we wsi Niszczewice to 436, z czego 49,5% stanowią kobiety, a 50,5% mężczyźni.